# Ganglbaueria turcomanica
Ganglbaueria turcomanica is een keversoort uit de familie schijnboktorren (Oedemeridae). De wetenschappelijke naam van de soort is voor het eerst geldig gepubliceerd in 1894 door Semenow.